# José Luis García Arrojo
José Luis García Arrojo és un director de producció de cinema espanyol, guanyador del Goya a la millor direcció de producció el 1993.
Treballa al cinema des de mitjans dels anys 1970, i debutà com a assistent a la direcció de producció a la pel·lícula El crack de José Luis Garci el 1981. Continuaria com a assistent a Asesinato en el Comité Central de Vicente Aranda (1982), La colmena (1982) de Mario Camus, Soldados de plomo (1983) de José Sacristán i La conquista de Albania (1984) d'Alfonso Ungría.
S'inicià ja com a director de producció amb Adiós pequeña (1986) d'Imanol Uribe, i el 1991 fou nominat al Goya a la millor direcció de producció per la seva tasca a Beltenebros. Després de treballar a Una mujer bajo la lluvia (1992) de Gerardo Vera, el 1993 va obtenir el Goya a la millor direcció de producció per Tirano Banderas. El 1994 fou novament candidat al Goya per la seva producció a El detective y la muerte de Gonzalo Suárez. Després ha participat en pel·lícules menors com El rey del río (1995) i Báilame el agua (2000), fou productor de la sèrie de televisió Vértigo (1999) i productor executiu a Cachorro (2004). Després de participar en la producció de Bullying (2009), que participà al Festival Internacional de Cinema de Mont-real, el 2011 va fitxar per la productora Four Luck Banana.